# Simone Zaza
Simone Zaza [siˈmoːne ˈdzaddza] (Policoro, 25 de junho de 1991) é um ex-futebolista italiano que atuava como atacante.

## Carreira
Em 28 de agosto de 2016, acertou com o West Ham por empréstimo de uma temporada, e com uma cláusula obrigatória de compra, caso o jogador dispute um número determinado de partidas.
Em 15 de janeiro de 2017, acertou com o Valencia por empréstimo até o final da temporada. Em 10 de abril, foi contratado em definitivo pelo Valencia, assinando contrato até 2021. O contrato passará a valer a partir de julho de 2017.
Em 17 de agosto de 2018, o Valencia confirmou a transferência de Zaza para o Torino por empréstimo de uma temporada, com opção obrigatória de compra.

## Títulos
Juventus
- Supercopa da Itália: 2015
- Campeonato Italiano: 2015–16
- Coppa Italia: 2015–16